# جنبش زبان بنگالی در هند
جنبش زبان بنگالی کمپینی جهت رسمیت یافتن زبان بنگالی و فرهنگ مردمان بنگالی در هندوستان است. این جنبش ابتدا از Manbhum در سال ۱۹۴۰, و پس از چندپارگی هند آغاز شد و با الحاق بنگال شرقی به کشور پاکستان قوت گرفت. بقایای این نهضت در ایالت‌های آسام، جارکند، بیهار، چتیسگر و کارناتاکا وجود دارد.

## پیشزمینه
در 1947  British India  به دو کشور هند و پاکستان تقسیم و جدا شد. قسمت شرقی بنگال در این دوره جزئی از پاکستان بود. بنگالی‌زبان‌های شرق به خاطر مرزبندی دو کشور به بنگال غربی، چتیسگر،  Dandakaranya و اودیسا، مهاراشترا، کارناتاکا پناه بردند.

## آسام

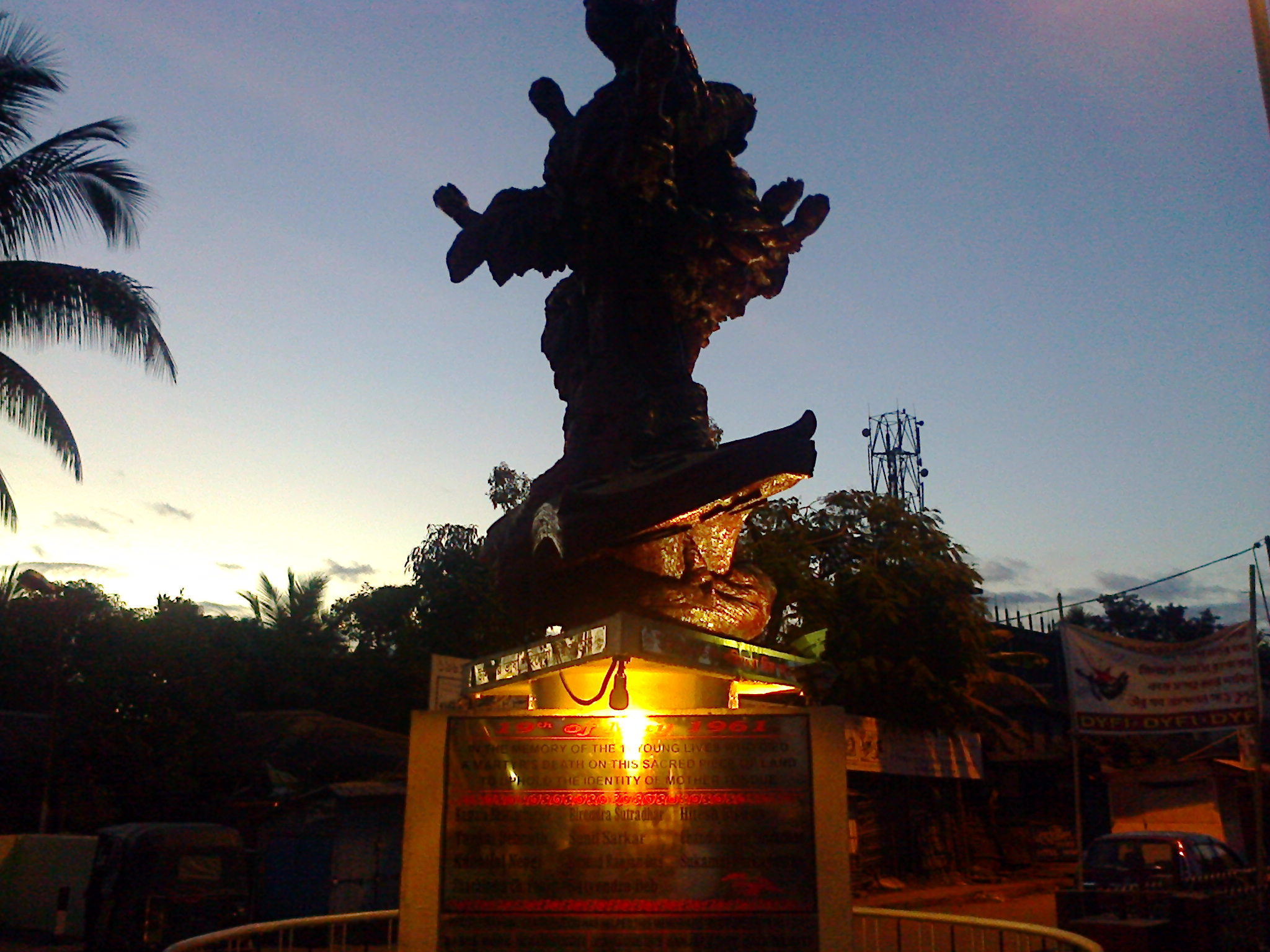
یادبود شهدا در راه‌آهن سیلچار

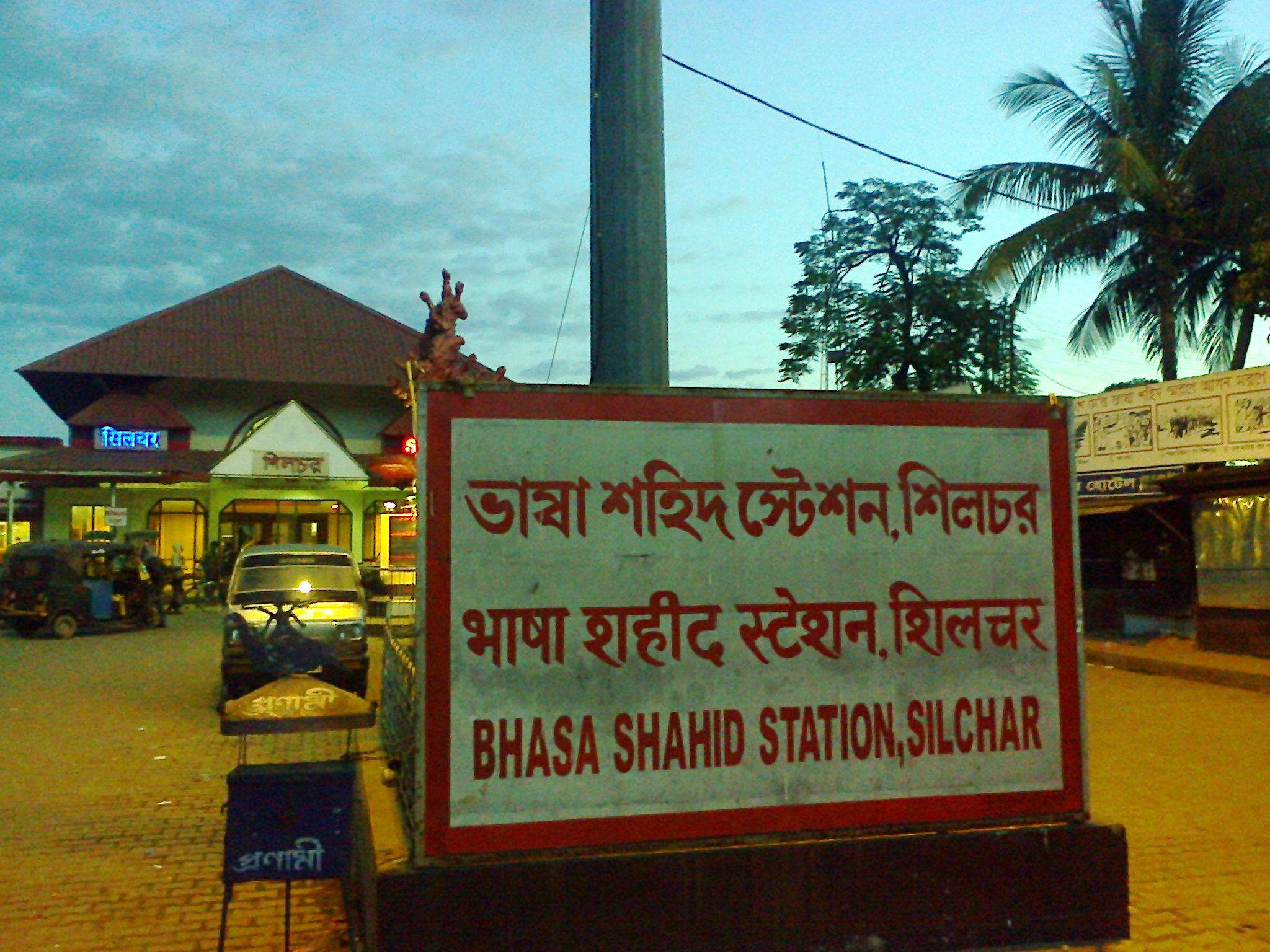
راه‌آهنی که امروزه ایستگاه شهید نام گرفته‌است.

جنبش زبان بنگالی در Barak Valley ایالت آسام زمانی به وجود آمد که زبان مذکور به عنوان زبان رسمی این ایالت شناخته نشد. روز ۱۹ مه ۱۹۶۱، اتفاق اصلی رخ داد و ۱۱ معترض بنگالی توسط پلیس کشته شدند. Aپس از این واقعه بنگالی به عنوان دومین زبان رسمی ایالت آسام ثبت شد

## چهاتیسگاره
در این ایالت بنگالی‌های هندو مهاجرت کرده و ساکن شدند و بیش از صد روستا تأسیس کردند. برخی از آنان پس از ایجاد کشور بنگلادش به وطن خود بازگشتند ولی عده‌ای هم ماندند. زبان درسی و آموزشی این ولایت اما تنها هندی است و بنگالی رسمیتی ندارد.

## کاراناتاکا
بخشی از مهاجران بنگال هم در جنوب ایالت کارناتاکا می‌زیند. در آنجا هم تمهیداتی برای آموزش خواندن و نوشتن به زبان بنگالی وجود ندارد. جنبشی مشابه در کاراناتاکا برای پذیرش زبان بنگالی فعالیت دارد. دولت کاراناتاکا بنگالی را دومین زبان خود اعلام کرده‌است.

## بیهار

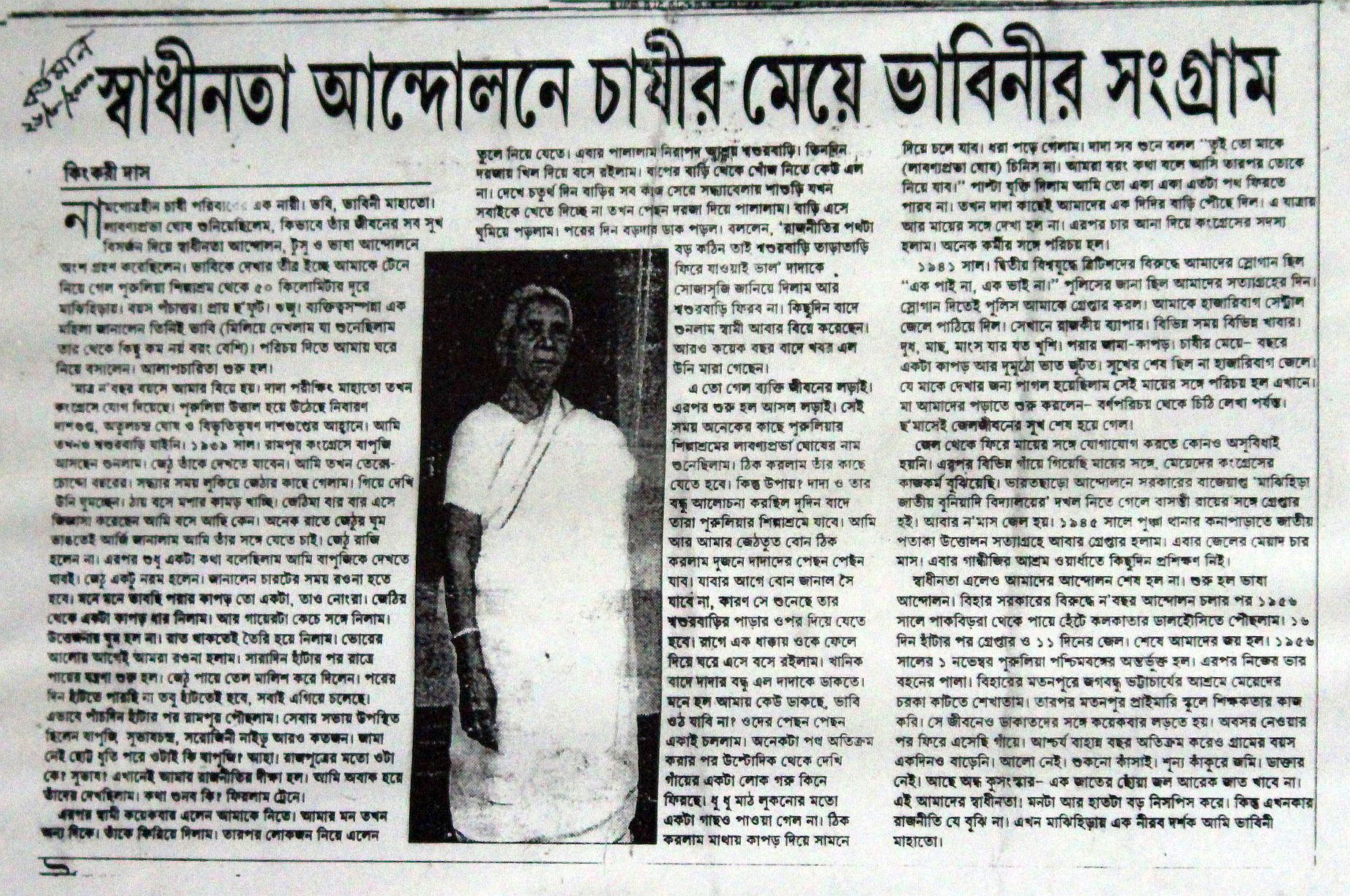
Interview of language soldiers participating in Bangla Language Movement of Manbhum

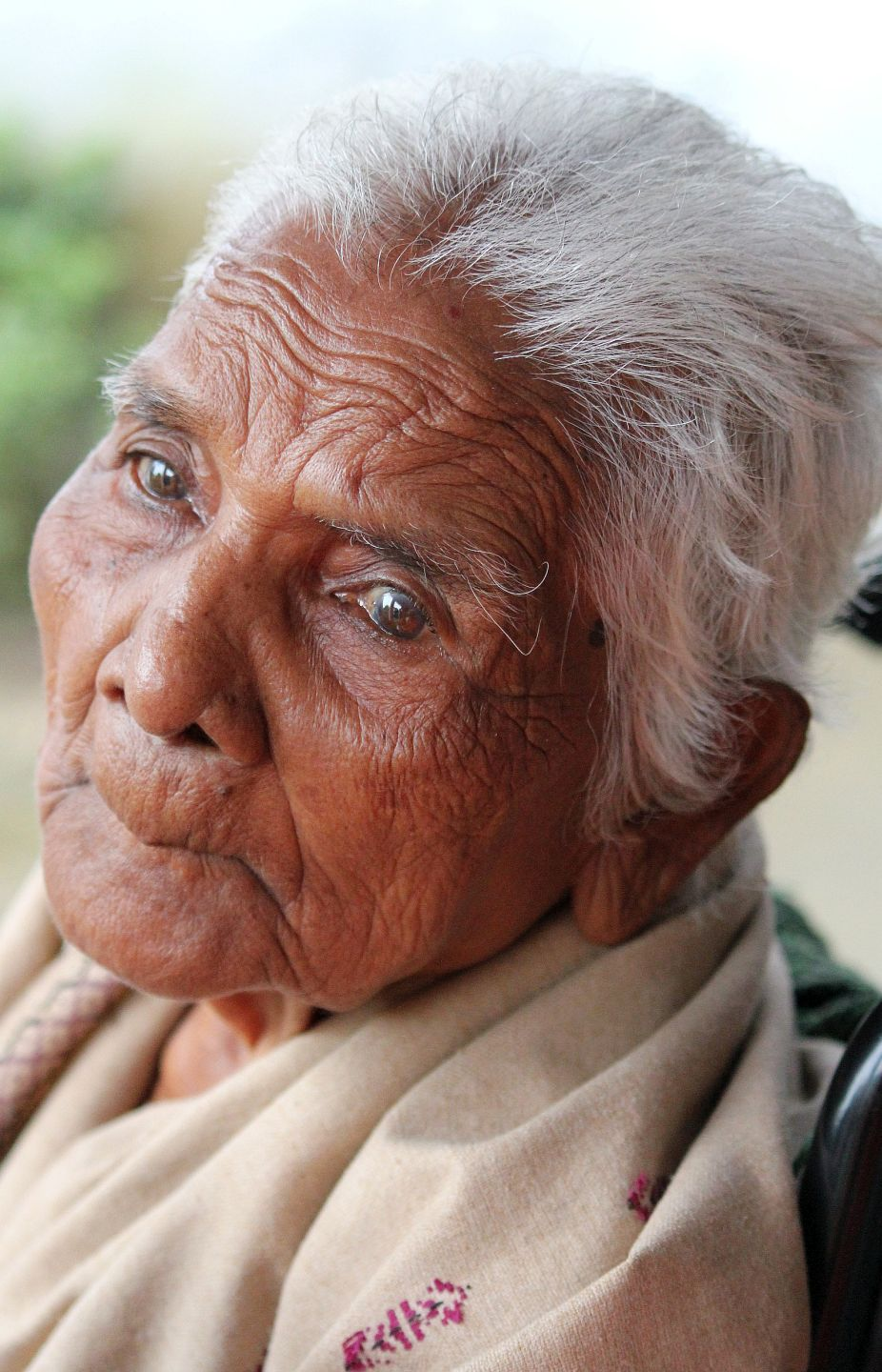
بهابینی مهاتو، زنی تأثیر گذار در جنبش منطقه بیهار.

زمانی که ایالت بیهار به زبان هندی رسمیت بخشید، اهالی منبهوم، که ناحیه‌ای در بیهار است، دولت را مجبور کردند که شهرستانی با زبان رسمی بنگالی برایشان بسازد
.

## جهارخند
این ایالت نه تنها همسایه‌ای برای بنگال غربی است، که جزئی از قلمرو سابق بنگاله هم به‌شمار می‌رفته. در برخی شهرستان‌های آن بنگالی‌ها در اکثریت هستند. زبان محلی بنگلا جهارخند هم ارتباط تنگاتنگی با بنگالی دارد ولیکن هنوز هیچ‌یک رسمیت نیافتند و تنها انگلیسی هندی و اردو در این ایالت رسمی هستند. تلاش جنبش برای رسمیت بنگالی بی ثمر بوده و تنها آن را به عنوان زبان دوم قبول کرده‌اند و در مدارس زبان هندی جایگزین بنگالی شده‌است.

## دهلی
پس از چندپارگی هندوستان، مهاجران بنگالی زیادی هم به دهلی رفته‌اند و محله خاص خود را نیز دارند. برخی بنگال‌ها هم از ۲۰۰ سال پیش بدین سو برای تجارت و غیره به دهلی آمده‌اند. حدود ۱۰ مدرسه بنگالی با زبان تدریس انگلیسی در پایتخت هند وجود دارد. بنگالی دومین زبان اقلیت‌ها در دهلی است. طبق سرشماری هند ۲٫۵ میلیون (25 lakhs) نفر مشمول این جمعیت هستند.

## دینجپور شمالی
دانش آموزان مدرسه Daribhit High School در نزدیکی اسلامپور در دینجپور شمالی،  بنگال غربی، خواهان جایگزین شدن معلمان بنگالی به جای معلمان اردو شدند و از سپتامبر ۲۰۱۸ معترضند.